# Вінтун

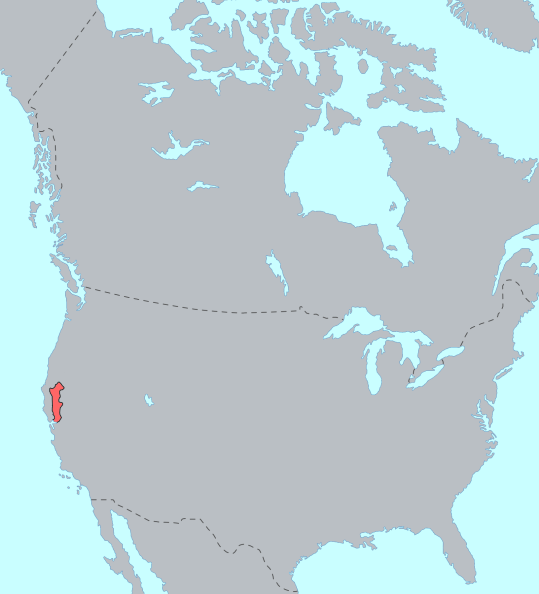
Територія племен вінтун до контакту з європейцями

Вінтун (англ. Wintun) — група споріднених племен індіанців Північної Каліфорнії: вінту (північні), номлакі (центральні), патвін (південні). Мови — вінтуанські.
Територія вінтун простиралася від сучасного водосховища Шаста уздовж західного берегу річки Сакраменто до океанського узбережжя.